# Jean Giono-priset
Jean Giono-priset (franska: Prix Jean Giono) är ett franskt litteraturpris. Det instiftades 1990 av Michel Albert för att hedra författaren Jean Giono 20 år efter hans död. Mellan 1992 och 2010 delades priset ut i två kategorier, Grand prix Jean-Giono och Prix du jury.

## Grand prix Jean-Giono
Priset går till "en franskspråkig författare som har försvarat eller illustrerat romanens sak".
- 1990: Yves Beauchemin för Juliette Permerleau (éditions de Fallois)
- 1991: Michel Calonne för Les Enfances (éditions Viviane Hamy)
- 1992: François Nourissier för Gardien des ruines (éditions Grasset)
- 1993: Félicien Marceau för La Terrasse de Lucrezia (éditions Gallimard)
- 1994: Jacques Laurent för L'Inconnu du temps qui passe (éditions Grasset)
- 1995: Vladimir Volkoff för Le Grand Tsar blanc (éditions de Fallois)
- 1996: Michel Déon för La Cour des grands (éditions Gallimard)
- 1997: Jean-Marie Gustave Le Clézio för Poisson d'or (éditions Gallimard)
- 1998: Sylvie Germain för Tobie des marais (éditions Gallimard)
- 1999: Jean d'Ormesson för Le Rapport Gabriel (éditions Gallimard)
- 2000: Ahmadou Kourouma för Allah n'est pas obligé (éditions du Seuil)
- 2001: Jean Raspail för Adíos, tierra delfuego (éditions Albin Michel)
- 2002: Serge Rezvani för L'Amour en face (éditions Actes Sud)
- 2003: Robert Merle för Le Glaive et les Amours (éditions de Fallois)
- 2004: Pierre Moinot för Coup d'État (éditions Gallimard)
- 2005: Danièle Sallenave för La Fraga (éditions Gallimard)
- 2006: Pascal Quignard för Villa Amalia (éditions Gallimard)
- 2007: Jacques Chessex för Le Vampire de Ropraz (éditions Grasset)
- 2008: Amélie Nothomb för Le Fait du prince (éditions Albin Michel)
- 2009: Dominique Fernandez för Ramon (éditions Grasset)
- 2010: Charles Dantzig för Pourquoi lire ? (éditions Grasset)
- 2011: Metin Arditi för Le Turquetto (éditions Actes Sud)
- 2012: François Garde för Ce qu'il advint du sauvage blanc (éditions Gallimard)
- 2013: Pierre Jourde för La Première Pierre (éditions Gallimard)
- 2014: Fouad Laroui för Les Tribulations du dernier Sijilmassi (éditions Julliard)
- 2015: Charif Majdalani för Villa des femmes (éditions du Seuil)
- 2016: Alain Blottière för Comment Baptiste est mort (éditions Gallimard)

## Prix du jury
Priset delades ut för ett litterärt verk av valfritt slag med fokus på fantasi och berättande i Jean Gionos anda.
- 1992:  François Bontempelli för L'Arbre du voyageur
- 1993:  Marc Bressant för L'Anniversaire (éditions de Fallois)
- 1994:  Georges-Olivier Châteaureynaud för Le Château de verre (éditions Julliard)
- 1995:  Amélie Nothomb för Les Catilinaires (éditions Albin Michel)
- 1996:  Laurence Cossé för Le Coin du voile (Gallimard)
- 1997:  Jean-Pierre Milovanoff för Le Maître des paons (éditions Julliard)
- 1998:  Dominique Muller för Les Caresses et les Baisers (éditions du Seuil)
- 1999:  Michèle Desbordes för La Demande (Verdier)
- 2000:  Daniel Arsand för En silence (Phébus)
- 2001:  Isabelle Hausser för La Table des enfants (Fallois)
- 2002:  Stéphane Héaume för Le Clos Lothar (Zulma)
- 2003:  Yasmina Reza för Adam Haberberg (Albin Michel)
- 2004:  Laurent Gaudé för Le Soleil des Scorta (Actes Sud)
- 2005:  Armel Job för Les Fausses Innocences (Robert Laffont)
- 2006:  François Vallejo för Ouest (Viviane Hamy)
- 2007:  David Foenkinos för Qui se souvient de David Foenkinos ? (éditions Gallimard)
- 2008:  Jean-Marie Blas de Roblès för Là où les tigres sont chez eux (Zulma)
- 2009:  Brigitte Giraud för Une année étrangère (éditions Stock)
- 2010:  Jean-Baptiste Harang för Nos cœurs vaillants (éditions Grasset)